# Język eweński
Język eweński (lamucki) – język z grupy tungusko-mandżurskiej, którym posługuje się tunguski lud Ewenów, zamieszkujących rosyjską Syberię. Blisko spokrewniony z językiem ewenkijskim.
Jest silnie zagrożony wymarciem. Według danych z 2010 r. jedynie ok. 5,7 tys. spośród 22 tysięcy Ewenów posługuje się rodzimym językiem. Eweński raczej nie jest przyswajany przez dzieci. Wśród Ewenów częsta jest wielojęzyczność; w użyciu są języki rosyjski, jakucki i koriacki.
Do zapisu języka eweńskiego używana jest cyrylica, aczkolwiek w ograniczonym zakresie. Istnieją dwa standardy ortografii.